# بيتر ميكولاندا
بيتر ميكولاندا (بالتشيكية: Petr Mikolanda)‏ (12 سبتمبر 1984 ببراغ في التشيك - ) هو لاعب كرة قدم تشيكي في مركز الهجوم. شارك مع منتخب التشيك تحت 19 سنة لكرة القدم ومنتخب جمهورية التشيك تحت 21 سنة لكرة القدم. أما مع النوادي، فقد لعب مع روشدين ودايموندز وسويندون تاون ونادي ملادا بوليسلاف ووست هام يونايتد ونادي نورثامبتون تاون وفيكتوريا زيزكوف.

## وصلات خارجية
- بيتر ميكولاندا على موقع الاتحاد التشيكي (الإنجليزية)
- بيتر ميكولاندا على موقع قاعدة بيانات كرة القدم.إي يو (الإنجليزية)
- بيتر ميكولاندا على موقع Soccerbase.com (لاعب) (الإنجليزية)
- بيتر ميكولاندا على موقع عالم كرة القدم.نت (الإنجليزية)